# Aurora León Alonso
Aurora León Alonso (1948-1999), profesora de Historia del Arte de la Universidad de Sevilla y catedrática de la Universidad de Huelva

## Biografía
En los años 1990-1991 dirigió los Cursos de verano de la Universidad Hispanoamericana Santa María de La Rábida, impulsando un nuevo modelo de organización, en el que se pretendía potenciar la Sede universitaria como punto de encuentro y discusión de diversas culturas e ideologías, tanto en el campo científico, como en el técnico y en el de las letras
Dentro de este esfuerzo por potenciar las actividades de la Sede podemos mencionar el nombramiento de José Saramago como doctor honoris causa por la Universidad de Sevilla a propuesta de la Hispanoamericana (la Dra. Aurora León actuó como madrina del escritor en este acto)
Entre sus publicaciones, destacamos: Iconografía y Fiesta durante el lustro real: 1729-1733 (Sevilla, Diputación Provincial, 1990); El Barroco: Arquitectura y Urbanismo (Madrid, Anaya, 1991); El museo: teoría, praxis y utopía (Madrid, Cátedra, 1978).
En 2000 la Universidad de Huelva convoca el I premio “Aurora León” de Minigrabado